# Список видов муравьёв Новой Зеландии

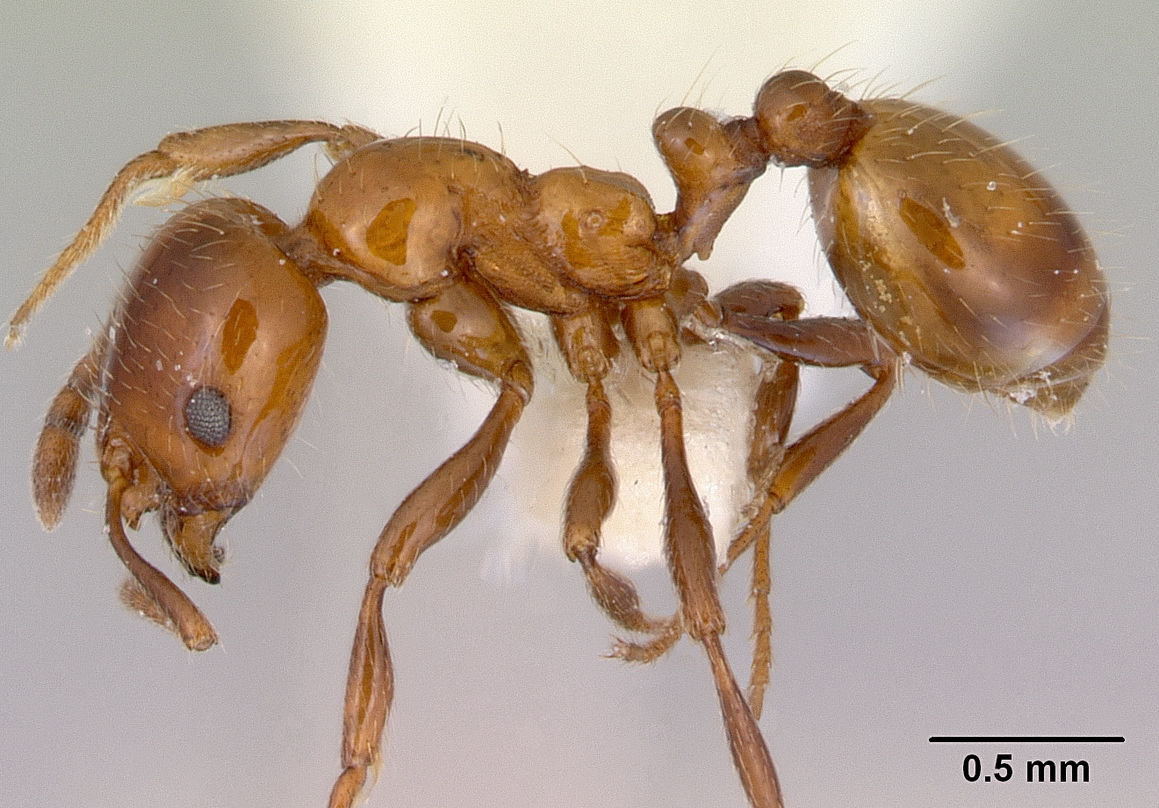
Monomorium antarcticum

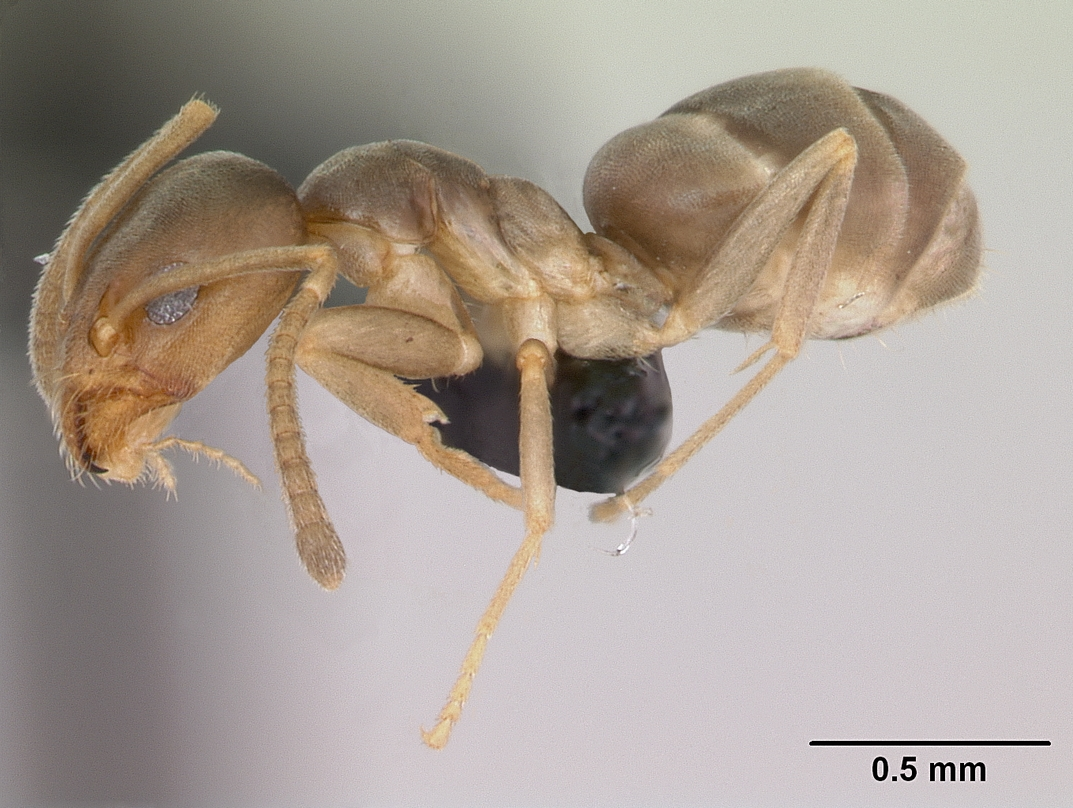
Doleromyrma darwiniana

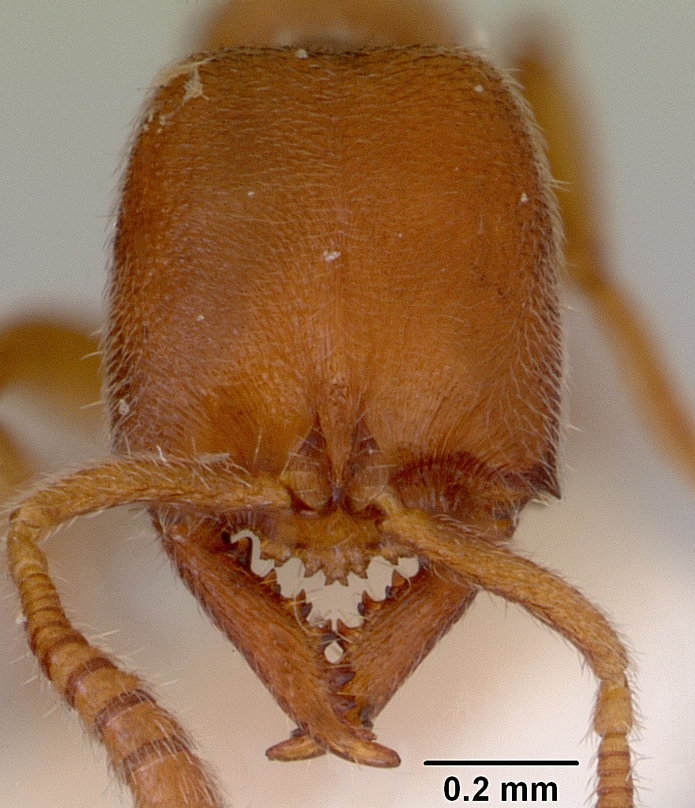
Amblyopone saundersi

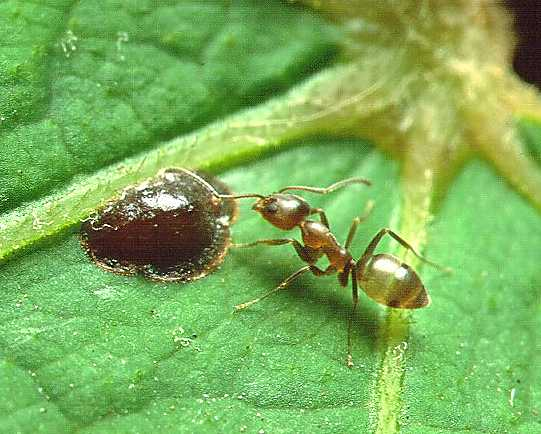
Linepithema humile

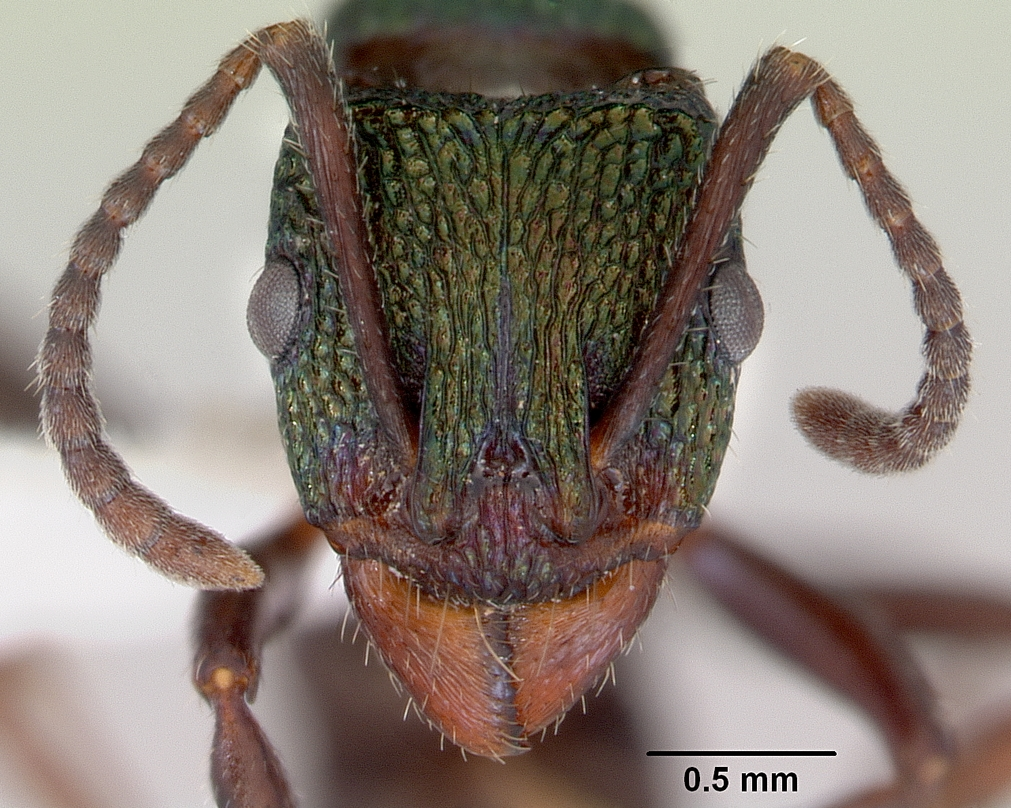
Rhytidoponera metallica

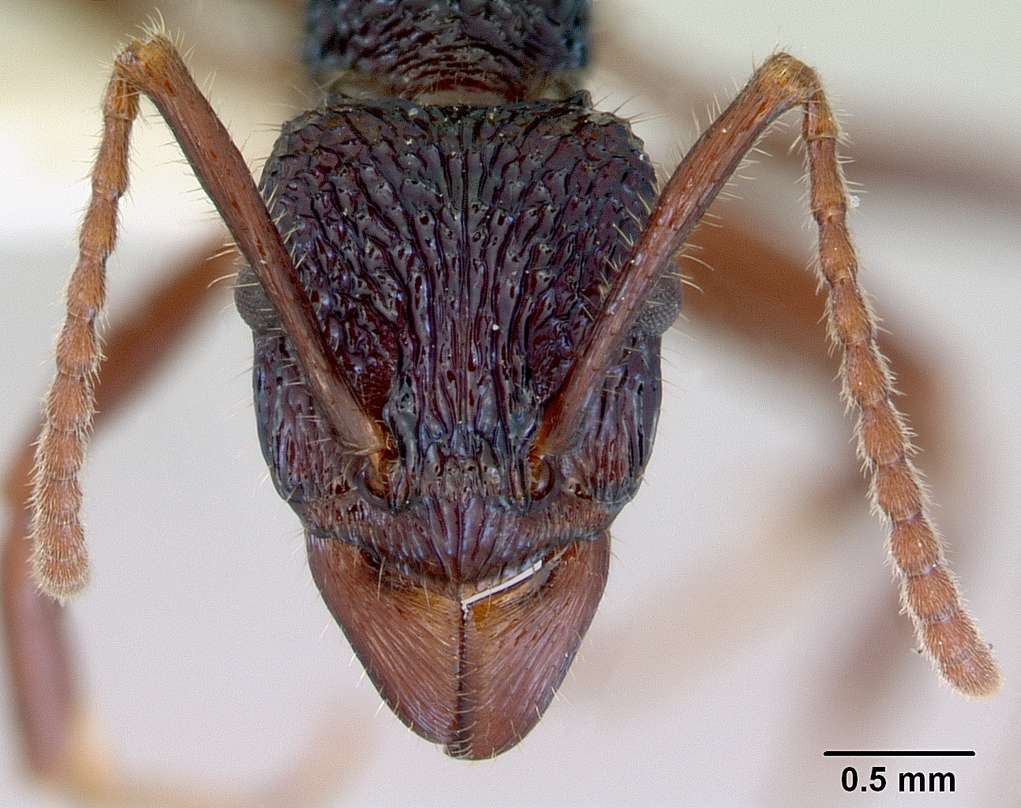
Rhytidoponera chalybaea

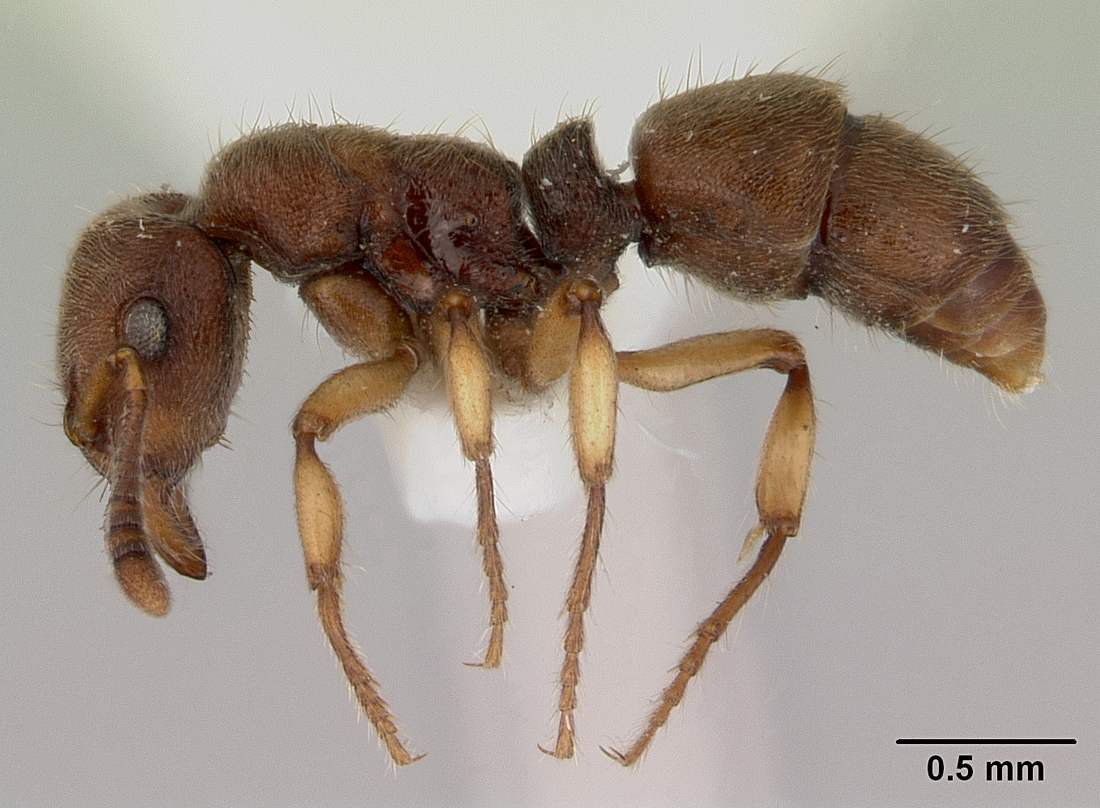
Heteroponera brounii

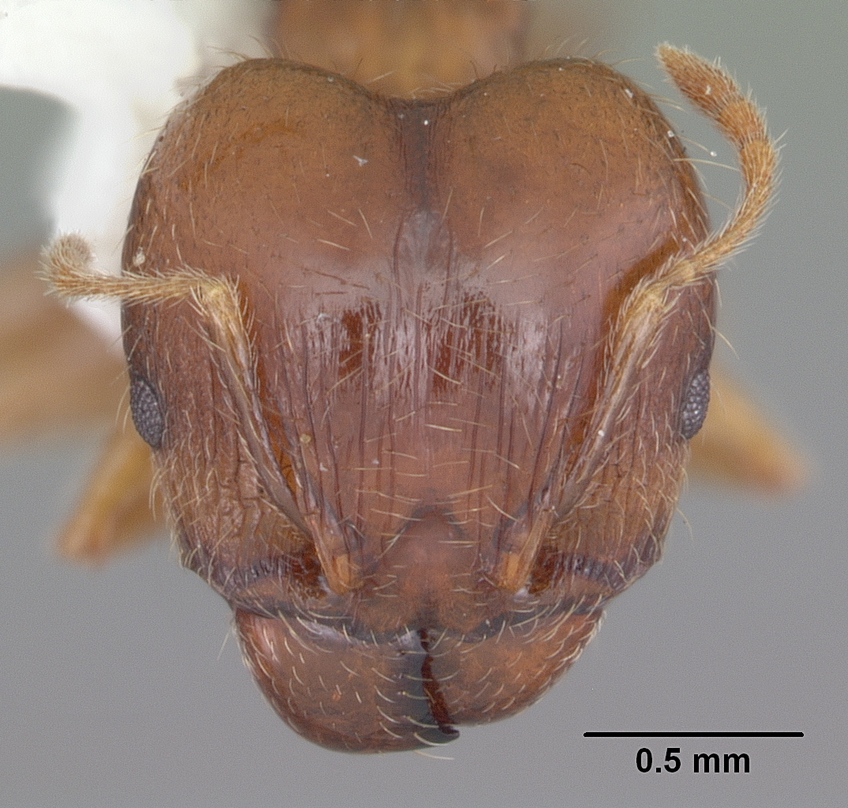
Pheidole megacephala

Список муравьёв Новой Зеландии включает все виды муравьёв (семейство Formicidae, отряд Hymenoptera), обитающих в Новой Зеландии. Список состоит из биноменов (двухсловных названий, состоящих из сочетания имени рода и имени вида) и указанных рядом с ними имени учёного, впервые описавшего данный таксон, и года, в котором это произошло. Также указано, является ли данный вид местным (аборигенным, эндемиком), или же он интродуцирован (завезён извне) и приводится его местное название (в скобках).

## Состав мирмекофауны
В мирмекофауне Новой Зеландии преобладают интродуцированные виды. Из 40 видов пятая часть (11 видов) являются местными эндемиками, а большинство (29) привнесены извне (среди последних, фараонов муравей, Аргентинский муравей). Двумя звёздочками (**) отмечены 2 вида, найденные только на острове Кермадэк (Ward, 2005).

### ПодсемействоAmblyoponinae
- Amblyopone australis  Erichson, 1842 — интродуцирован (Southern Michelin ant)
- Amblyopone saundersi  Forel, 1892 — эндемик (New Zealand Michelin ant)

### ПодсемействоDolichoderinae
- Doleromyrma darwiniana  (Forel, 1907) — интродуцирован (Darwin’s ant)
- Iridomyrmex sp. (неописанный) — интродуцирован (flat-backed tyrant ant)
- Linepithema humile  (Mayr, 1868) — интродуцирован (Argentine ant)
- Ochetellus glaber  (Mayr, 1862) — интродуцирован (black house ant)
- Technomyrmex jocosus  Forel, 1910 — интродуцирован (white-footed house ant)

### ПодсемействоEctatomminae
- Rhytidoponera chalybaea  Emery, 1901 — интродуцирован (blue pony ant)
- Rhytidoponera metallica  (Fr. Smith, 1858) — интродуцирован (metallic pony ant)

### ПодсемействоFormicinae
- Paratrechina spp. — интродуцирован (parrot ants)
- Plagiolepis alluaudi  Emery, 1894** — интродуцирован (little yellow ant)
- Prolasius advenus  (Fr. Smith, 1862) — эндемик (small brown bush ant)

### ПодсемействоHeteroponerinae
- Heteroponera brounii  (Forel, 1892) — эндемик (crypt ant)

### ПодсемействоMyrmicinae
- Cardiocondyla minutior  Forel, 1899 — интродуцирован (sneaking ant)
- Huberia brounii  Forel, 1895 — эндемик
- Huberia striata  (Fr. Smith, 1876) — эндемик
- Mayriella abstinens  Forel, 1902 — интродуцирован
- Monomorium antarcticum  (Fr. Smith, 1858) — эндемик (Southern ant)
- Monomorium antipodum  Forel, 1901 — эндемик (tiny brown ant
- Monomorium floricola (Jerdon, 1851)** — интродуцирован (bicoloured trailing ant)
- Monomorium pharaonis  (Linnaeus, 1758) — интродуцирован (Pharaoh’s ant)
- Monomorium smithii  Forel, 1892 — эндемик
- Monomorium sydneyense  Forel, 1902 — интродуцирован
- Orectognathus antennatus  Fr. Smith, 1853 — интродуцирован (goblin ant)
- Pheidole megacephala  (Fabricius, 1793) — интродуцирован (big-headed ant)
- Pheidole proxima  Mayr, 1876 — интродуцирован (big-headed ant)
- Pheidole rugosula  Forel, 1902 — интродуцирован (big-headed ant)
- Pheidole vigilians  Fr. Smith, 1858 — интродуцирован (big-headed ant)
- Solenopsis sp. (undescribed) — интродуцирован (thief ant)
- Strumigenys perplexa  (Fr. Smith, 1876) — интродуцирован (snappy detritus ants)
- Strumigenys xenos  Brown, 1955 — интродуцирован (snappy detritus ant)
- Tetramorium bicarinatum  (Nylander, 1846) — интродуцирован (pennant ant)
- Tetramorium grassii  Emery, 1895 — интродуцирован (pennant ant)

### ПодсемействоPonerinae
- Hypoponera confinis  (Roger, 1860) — интродуцирован (crypt ant)
- Hypoponera eduardi  (Forel, 1894) — интродуцирован (crypt ant)
- Hypoponera punctatissima  (Roger, 1859) — интродуцирован (Roger’s ant)
- Pachycondyla castanea  (Mayr, 1865) — эндемик
- Pachycondyla castaneicolor  (Dalla Torre, 1893) — эндемик
- Ponera leae  Forel, 1913 — интродуцирован (blind crypt ant)

### ПодсемействоProceratiinae
- Discothyrea antarctica  Emery, 1895 — эндемик (clubbed trigger ant)